# Ciberinfierno: La investigación que destapó el horror
Ciberinfierno: La investigación que destapó el horror es un documental surcoreano de 2022 producido por Netflix, basado en el caso Nth room de telegram.
El documental, dirigido por Choi Jin-seong, relata la historia de un equipo de periodistas que, a partir de una denuncia anónima y con el apoyo de la policía de ciberdelincuencia, persiguieron a "Nth Room", una red criminal en línea dedicada a la explotación sexual.Este caso es considerado uno de los delitos digitales más devastadores en la historia de Corea.
El documental no solo destaca la importancia de esta labor periodística,  también explora la era del anonimato digital, que ha permitido la proliferación de actividades ilegales en la red. Además, muestra el coraje de las víctimas que decidieron hablar para ayudar a poner fin a esta operación ilegal. El documental fue elaborado a base de entrevistas, archivos, animaciones y recreaciones que revelan cómo las jóvenes y  niñas fueron coaccionadas para subir materiales explícitos de sí mismas a salas de chat de Telegram. Los líderes de la red cobraban tarifas en criptomonedas para que decenas de miles de usuarios pudieran acceder a estas salas.

## Argumento
El documental relata el difícil proceso para capturar a los responsables de una red anónima y despiadada de salas de chat donde se cometían horribles delitos sexuales. Aborda una problemática alarmante y ha ganado el reconocimiento de la crítica por su capacidad para sumergir al espectador en los horrores que se vivieron en estas salas de chat y, al mismo tiempo, generar conciencia sobre la importancia de prevenir y denunciar el abuso sexual en línea..
El documental ha recibido críticas positivas, entre ellas destaca la de The Review Geek, que describe el documental como "increíblemente inmersivo" y destaca los planos animados que "sugieren abstractamente algunos de los actos más grotescos a los que fueron obligadas las víctimas". Por su parte, en Ready Steady Cut afirman que el documental es "frustrante e interesante", pero sobre todo, importante, ya que "abre los ojos al abuso y el control que las personas pueden sufrir online".